# Местєчкін Марк Соломонович
Марк Соломонович Мєстєчкін (рос. Марк Соломонович Местечкин; *29 березня 1900, Київ, Російська імперія, тепер Україна — 29 листопада 1981, Москва, СРСР) — радянський цирковий режисер. Заслужений діяч мистецтв РРФСР (1963). Народний артист РРФСР (1969). Кандидат мистецтвознавства (1971). Батько артистки Людмили Сухолинської-Местєчкіої.
Марк Местєчкін ставив різні сюжетно-тематичні вистави, збірні програми. Глибоке знання особливостей циркового мистецтва допомагало режисерові поєднувати циркові трюки із загальним задумом вистави.
М. Местєчкін багато і постійно працював з клоунами (Карандашом, Юрієм Нікуліним, Михайлом Шуйдіним, Олегом Поповим, Борисом В'яткіним і багатьма іншими). Чималим успіхом користувався поставлений Марком Местєчкіним номер музичних ексцентриків Є. Амврос'євої і Г. Шахніна.

## Біографія
- У 1919-26 роках працював актором у київському театрі Соловцова, у першому театрі РРФСР у Москві, в театрі Революції.
- У 1926—30 роках — викладав курс клоунади в МАЦИС.
- З 1930 року — художній керівник естрадного ансамблю і режисер акробатичного ансамблю ЦДКЖ.
- З 1948 року — режисер всесоюзного об'єднання державних цирків.
- З 1954 року — головний режисер Московського цирку на Цвєтному бульварі.
- З 1964 року керував студією клоунади при Московському цирку на Цвєтному бульварі.
- З 1977 року — професор відділення режисури цирку ГИТИСа.

## Головні постановки
- «Маленький Пьер» (1949);
- «Отважные» (1953);
- «Необыкновенные приключения» і «Юность празднует» (1957);
- «Счастливого плавания!» і «Чёрный Томми» (1959);
- «Карнавал на Кубе» і «Трубка мира» (1962).